# Moschea del Re (Berat)
La moschea del Re (in albanese Xhamia Mbret) è una moschea ottomana di Berat, in Albania. Fu fatta costruire su ordine del Sultano Bayezid II.
Rientra nei monumenti culturali religiosi dell'Albania dal 1948.